# Kežmarok
Kežmarok (německy Käsmark / Kesmark, maďarsky Késmárk, 2. pád v češtině Kežmarku) je město na severu Slovenska na úpatí Vysokých Tater, v Prešovském kraji. Město je centrem oblasti Spiš. Žije zde asi 16 tisíc obyvatel.
Roku 1950 bylo historické jádro Kežmarku prohlášeno za městskou památkovou rezervaci. Evangelický dřevěný artikulární kostel byl v roce 2008 zapsán do Seznamu světového dědictví UNESCO.

## Historie

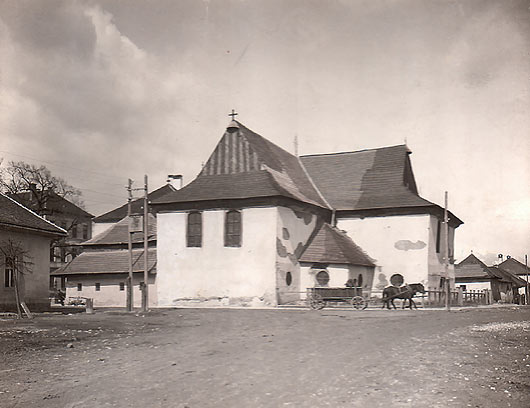
Artikulární kostel v Kežmarku na fotografii z počátku 20. století

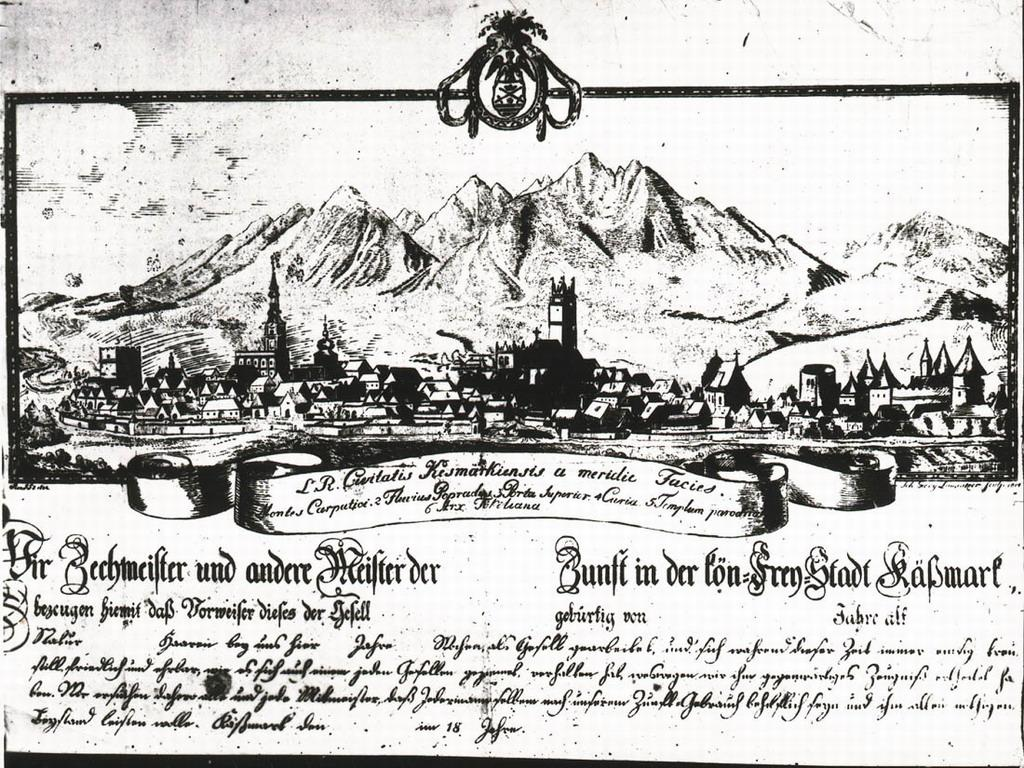
Kežmarok na cechovní listině kolem roku 1800

Území města bylo osídlené již od doby kamenné. Bohaté archeologické nálezy pocházejí z doby bronzové a železné. Ve 12. a 13. století zde je opět archeologickými nálezy doloženo slovanské sídlo.
Kežmarok jako město byl vytvořen v polovině 13. století spojením tří osad – slovenské rybářské osady, osady královských strážců hranice a osady německých saských kolonizátorů. První písemná zmínka o Kežmarku pochází z roku 1251 v darovací listině krále Bély IV., tehdy se nazýval Obec svaté Alžběty (latinsky Villa Sanctae Elisabeth).
Kežmarok získal městská práva roku 1269, tehdy byl označen Käsemarkt (sýrový trh). Roku 1380 byl prohlášen svobodným královským městem. Právo používat znak Kežmarok obdržel roku 1463; znak se od té doby do současnosti změnil jen velmi málo. Roku 1444 založili hrad a dali opevnit město sedmihradští Tökölyové. V letech 1511–1540 hrad a město ovládal sedmihradský kníže Jan Zápolský.
V roce 1930 zde bylo  7 228 obyvatel – z toho 1 116 Židů.

## Obyvatelstvo
- Počet obyvatel: 16 552 (31. 12. 2010)[6]
- Muži: 8324, Ženy: 8917
- Věkové rozložení: 12 – 25 = 4 061, 25 – 40 = 3 964, 40 a více = 6 730
- Hustota: 705 obyvatel na km²
- Produktivní věk: 10 350 obyvatel je v produktivním věku, což je 60 % populace
- Podle zaměstnání: Průmysl a výroba = 38 %, Obchod a služby = 28 %, Administrativa, banky = 9 %, Školy = 8 %, Zdravotnictví = 4 %

### Etnické složení
- 1796: německé město[7]
- 1851: německo-maďarsko-slovenské město[8]

| Rok  | Spolu | Slováci | Češi   | Maďaři | Němci  | Rusíni a Ukrajinci | Chorvati a Srbové | Romové | ostatní |
| ---- | ----- | ------- | ------ | ------ | ------ | ------------------ | ----------------- | ------ | ------- |
| 1880 | 4475  | 15,75%  | -      | 7,75%  | 72,00% | 0,04%              | 0,02%             | -      | 1,21%   |
| 1890 | 4897  | 20,52%  | -      | 11,72% | 65,86% | 0,00%              | 0,00%             | -      | 1,90%   |
| 1900 | 5606  | 19,16%  | -      | 16,98% | 60,79% | 0,00%              | 0,00%             | -      | 3,07%   |
| 1910 | 6317  | 25,42%  | -      | 20,80% | 51,32% | 0,00%              | 0,03%             | -      | 2,42%   |
| 1930 | 7228  | 41,85%  | 41,85% | 1,84%  | 35,65% | 0,30%              | -                 | -      | 20,35%  |
| 1991 | 20294 | 94,42%  | 1,06%  | 0,17%  | 0,24%  | 0,12%              | -                 | 3,67%  | 0,33%   |
| 2001 | 17383 | 95,21%  | 0,90%  | 0,15%  | 0,43%  | 0,18%              | 0,01%             | 1,59%  | 1,54%   |
| 2011 | 16832 | 84,73%  | 0,61%  | 0,14%  | 0,36%  | 0,30%              | 0,01%             | 1,20%  | 12,65%  |

### Náboženské složení
| Rok  | Spolu | Římští katolíci | Řečtí katolíci | Luteráni | Kalvinisté | Židé   | Pravoslavní | ostatní | ateisté | n/a    |
| ---- | ----- | --------------- | -------------- | -------- | ---------- | ------ | ----------- | ------- | ------- | ------ |
| 1880 | 4475  | 43,55%          | 2,06%          | 40,25%   | 1,88%      | 12,09% | 0,09%       | 0,09%   | 0,09%   | 0,09%  |
| 1910 | 6317  | 54,68%          | 2,18%          | 24,43%   | 1,50%      | 16,62% | 0,09%       | 0,49%   | 0,49%   | 0,49%  |
| 1930 | 7228  | 56,59%          | 3,14%          | 21,21%   | 0,61%      | 16,13% | 2,32%       | 2,32%   | 2,32%   | 2,32%  |
| 1991 | 20294 | 69,45%          | 2,96%          | 3,79%    | 0,07%      | 0,00%  | 0,20%       | 0,30%   | 7,93%   | 15,30% |
| 2001 | 17383 | 77,50%          | 2,63%          | 4,80%    | 0,11%      | 0,02%  | 0,40%       | 0,66%   | 10,98%  | 2,91%  |
| 2011 | 16832 | 66,55%          | 2,63%          | 4,00%    | 0,17%      | 0,01%  | 0,27%       | 1,07%   | 10,19%  | 15,11% |

## Znak
Štítonošem znaku je pestrobarevný anděl. Štít je vodorovně dělený, v jeho horní části jsou na modrém podkladě dva zkřížené stříbrné meče s červenou rukojetí, se zlatým chráničem a hlavicí. Nad nimi je zlatá pěticípá koruna, pod nimi červená růže. Dolní část znaku vyplňují čtyři pruhy v barvě stříbro-červené.
Interpretace znaku se vysvětluje rozličně, přičemž se dnes neví, která z hypotéz je ta správná. V jediném, v čem se obě shodují, je význam symbolu královské koruny jako symbolu svobodného královského města.
Interpretace horní části znaku:
1. Zkřížené meče představují právo meče, udělené městu králem Albertem roku 1438, růže pod nimi je obyčejnou heraldickou figurou
2. Zkřížené meče představují symbol osady sv. Michala-bojovníka, červená růže je symbolem osady sv. Alžběty.

Interpretace dolní části znaku:
1. Pruhy jsou nejpravděpodobněji převzaté ze státního uherského znaku.
2. Pruhy symbolizují čtyři osady, z nichž město Kežmarok vzniklo. Kežmarok totiž vznikl sloučením více osad původního slovanského obyvatelstva s osadou německých kolonistů.

## Pamětihodnosti
- Hlavní náměstí
- Radnice, klasicistní budova z roku 1790
- Reduta
- Hradní náměstí
- Kostel Navštívení Panny Marie s bývalým barokním klášterem paulánů
- Kežmarský zámek, pozdně gotická stavba založená roku 1444 sedmihradskými knížaty rodu Tökölyů
- Evangelické lyceum, od roku 1885 národní kulturní památka Slovenské republiky
- Dřevěný artikulární kostel Nejsv. Trojice, od roku 1885 národní kulturní památka Slovenské republiky (součást světového dědictví UNESCO)
- Nový evangelický kostel, secesní stavba z roku 1898
- Renesanční zvonice
- Bazilika Povýšení sv. Kříže
- Městské opevnění s bastiony gotického původu
- Starý hřbitov ze 17. století, od roku 1881 národní kulturní památka Slovenské republiky
- Židovský hřbitov

## Osobnosti

### Rodáci
- Vojtech Alexander – lékař a radiolog
- Ľuboš Bartečko – hokejista
- František Engel – vojenský lékař, generál československé armády
- Johann Genersich – teolog a historik
- Denis Godla – hokejista
- Alfred Grosz – pedagog, horolezec, záchranář, publicista
- Juraj Herz – režisér
- Marcel Forgáč – moderátor, scenárista
- Martina Janíková – geoložka a geodetka
- Paul Kray von Krajova und Topollya – rakouský vojevůdce a polní zbrojmistr
- Marián Kuffa – římskokatolický kněz, věnující se lidem na okraji společnosti
- Olbracht Łaski, polský šlechtic, alchymista
- Milan Lach – řeckokatolický kněz
- Anton Prídavok –  básník, osvětový pracovník, publicista
- Radoslav Suchý – hokejista
- Johann Georg Schmitz – evangelický duchovní, pedagog, náboženský spisovatel a církevní hodnostář
- Martin von Schwartner – historik a statistik
- Zoltán Stenczel
- Ödön Szelényi – historik, filozof, pedagogický spisovatel
- Imrich Tököly – sedmihradský kníže

### Ostatní osobnosti
Významné osobnosti, které studovaly v Kežmarku, jsou uvedeny v článku Evangelické lyceum (Kežmarok).

## Doprava
Nejbližší letiště je Letiště Poprad – Tatry (cca 20 km JJZ). Kežmarok leží na železniční trati Poprad-Tatry – Studený Potok – Plaveč, která je přípojnou tratí k trati Žilina – Košice. Městem prochází slovenská silnice I/66, která vede do Vysokých Tater a dále na hraniční přechod Tatranská Javorina a ze které ve Spišské Belé odbočuje slovenská silnice I/77 do Staré Ľubovni a Svidníku.

## Galerie

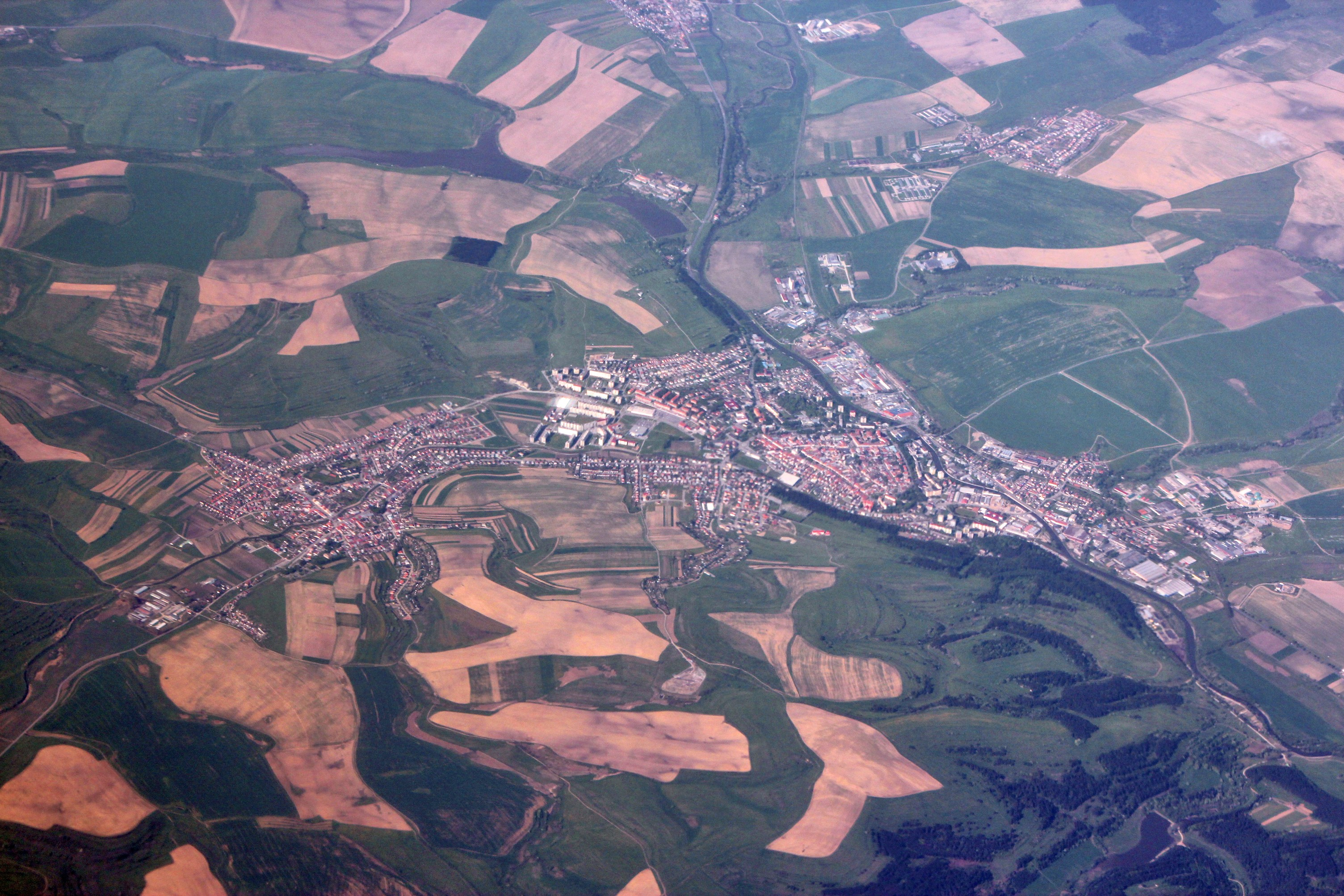
Letecký pohled na město
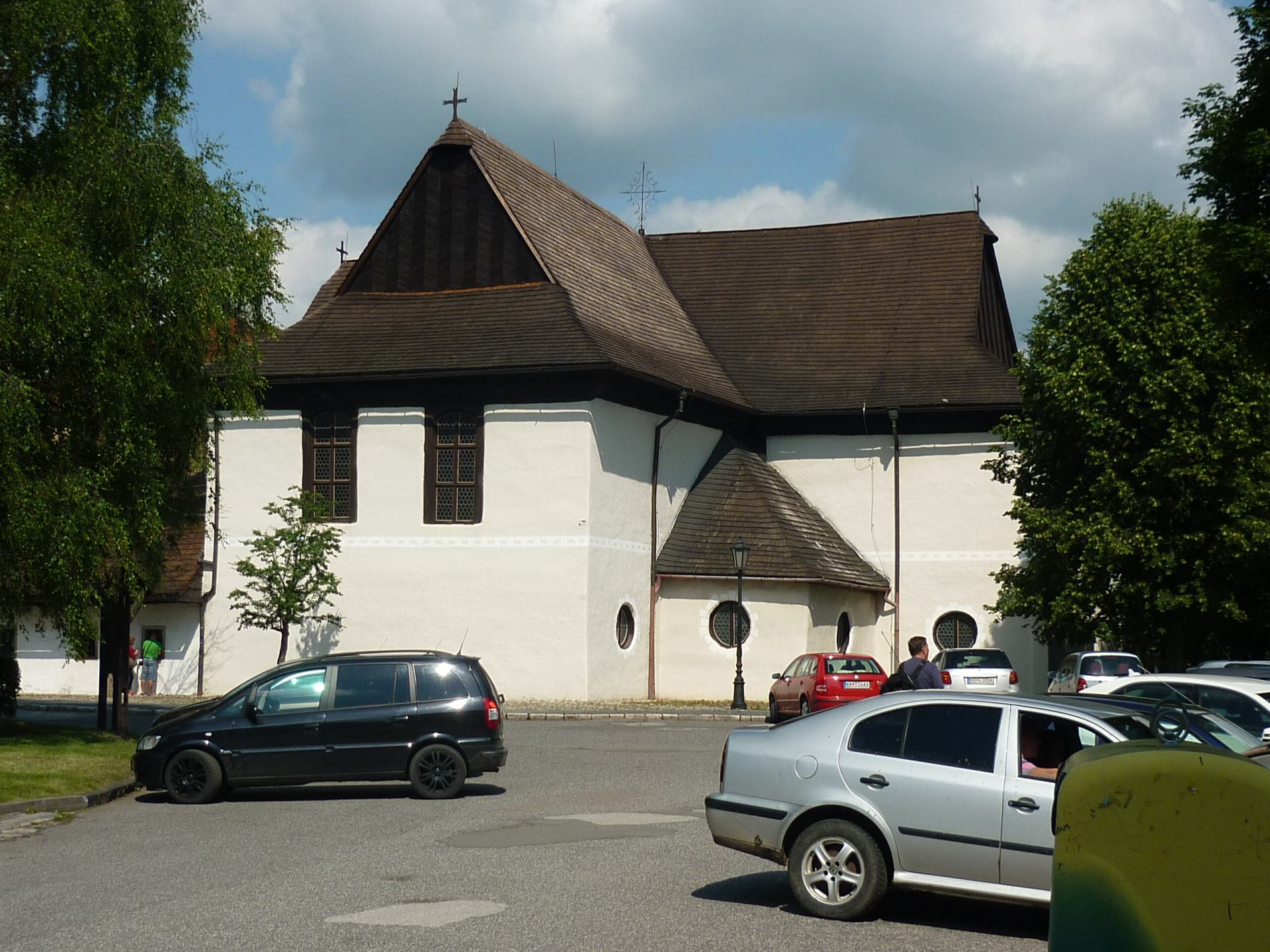
Kostel Nejsvětější Trojice
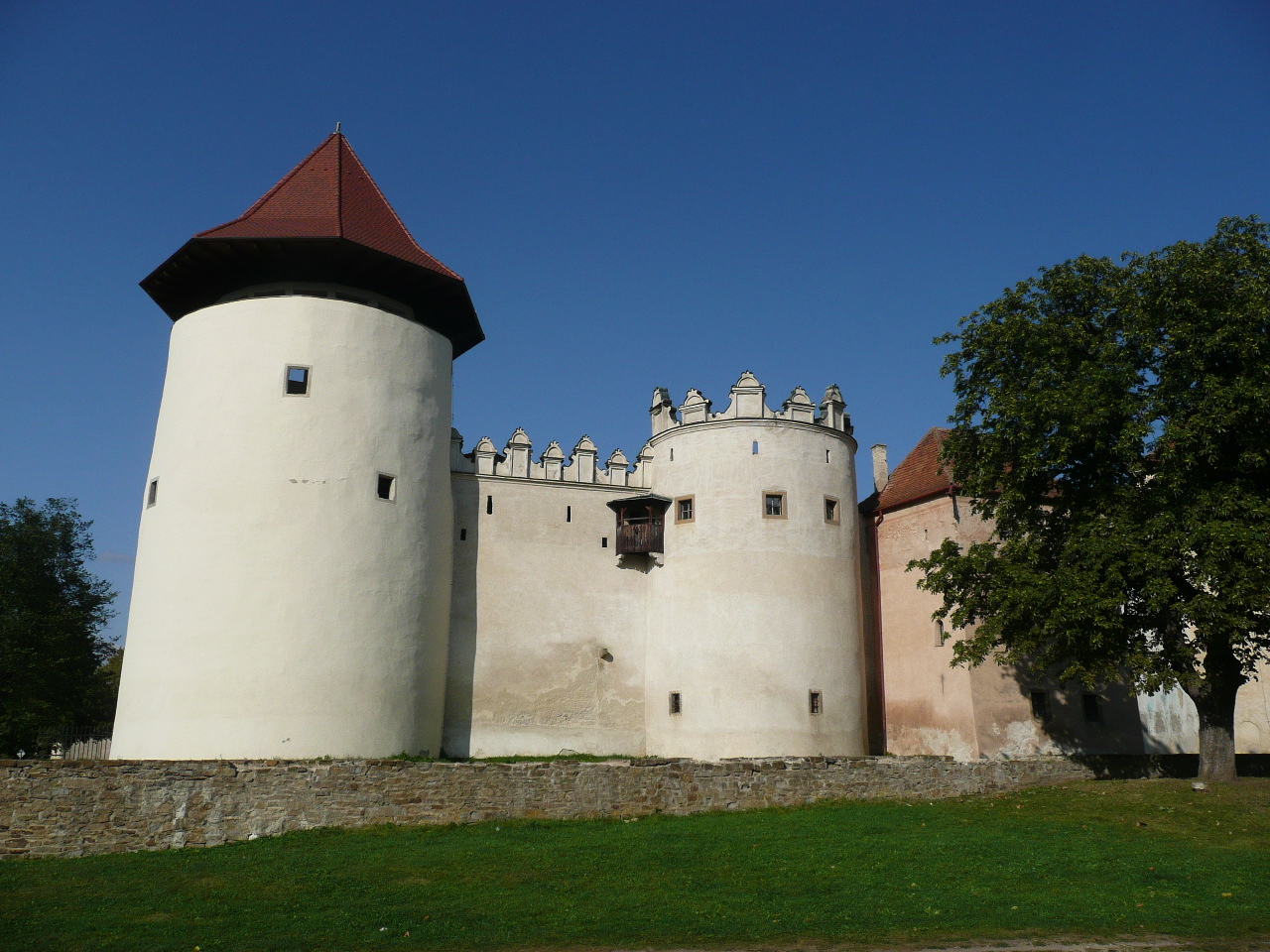
Kežmarský zámek
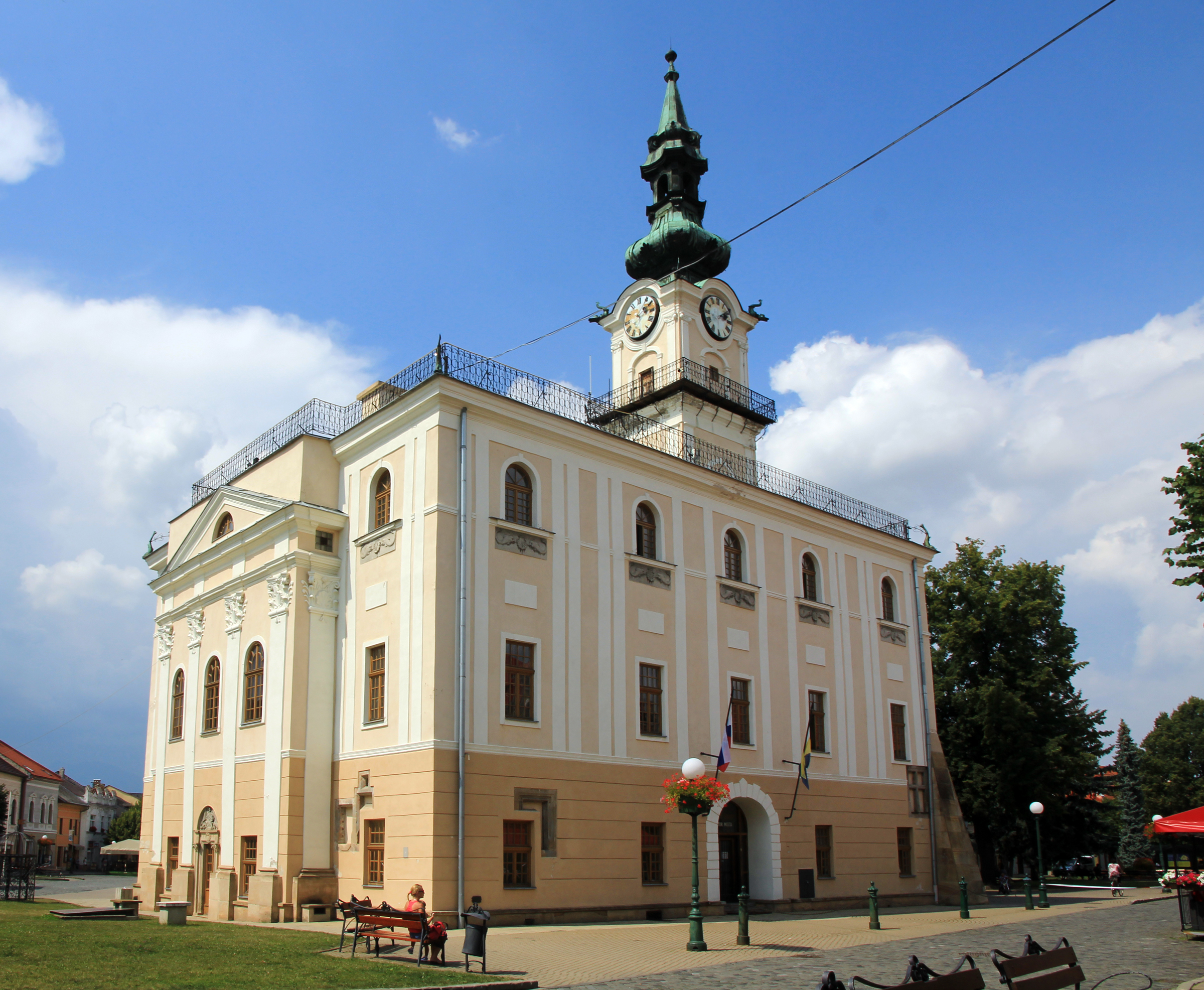
Radnice
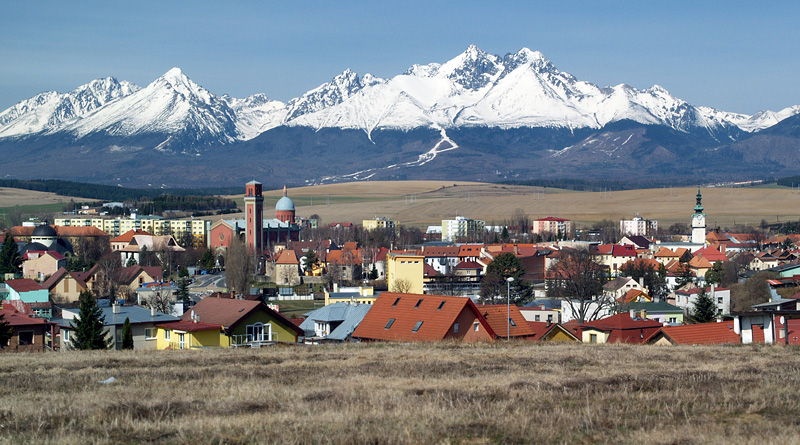
Pohled na město, v pozadí Vysoké Tatry
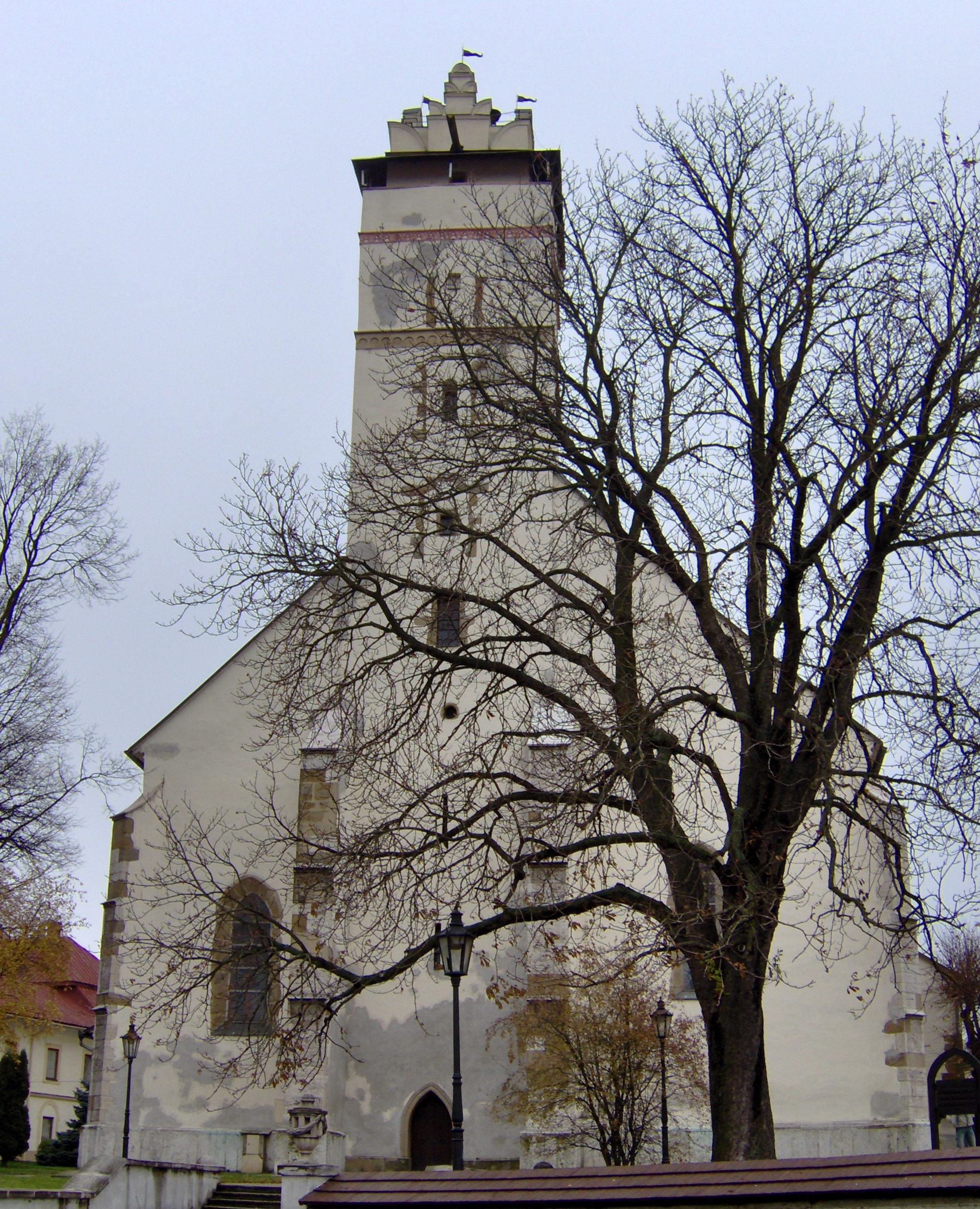
Bazilika Povýšení svatého Kříže

## Partnerská města
- Bochnia, Polsko
- Gliwice, Polsko
- Hajdúszoboszló, Maďarsko
- Kupiškis, Litva
- Lanškroun, Česko
- Lesneven, Francie
- Nowy Targ, Polsko
- Příbram, Česko
- Weilburg, Německo
- Zgierz, Polsko